# Los mares del sur
Los mares del sur (lit. ‘Els mars del sud’) és una pel·lícula catalana del 1992 dirigida per Manuel Esteban i Marquilles.

## Argument
Fa molt temps, l'arquitecte Stuart Pedrell li va dir a la seva família que anava als mars del Sud. No obstant això, la seva filla Yes recentment ha rebut una postal del seu pare que ve d'un lloc molt menys exòtic: L'Hospitalet. Carvalho va a Bellvitge amb la finalitat de trobar al pare de Yes i per descobrir per què va mentir a la seva família. Pedrell mai va anar als mars del Sud. Es va refugiar a Bellvitge on va ser assassinat.

## Repartiment
- Juan Luis Galiardo: 	Pepe Carvalho
- Jean-Pierre Aumont: 	Marqués de Munt
- Silvia Tortosa: 	Mima
- Alejandra Grepi: 	Charo
- Albert Vidal: 	Planas
- Eulàlia Ramon: 	Ana Molina
- Carlos Lucena: 	Biscuter
- Monica Duart: 	Yes
- Muntsa Alcañiz: 	Lita Vilardell
- Francesc Orella: 	Ladillas
- Pep Cruz: 	Artimbau
- Juan Cruz
- Carles Sales
- Sandy Neal: 	Finuras